# Museo etnografico val Trebbia
Il Museo Etnografico Val Trebbia è situato in località Callegari di Cassolo frazione di Bobbio, in val Trebbia, in Provincia di Piacenza. Nato per volontà della famiglia Magistrati e in particolare di Dino Magistrati, raccoglie gli oggetti della collezione di famiglia, comprendente attrezzi agricoli, utensili, arredi legati alla vita contadina.

## Collocazione
La località I Callegari presso la frazione Cassolo è costruita in posizione arroccata e arretrata rispetto al fiume Trebbia, molto ripida sul primo pendio della montagna. Il paesaggio è dominato dal Monte Penice e dalla Pietra Parcellara.
La raccolta è alloggiata in una proto-cascina, risalente all'XI secolo, costruita in pietre squadrate, che nella parte più antica sono unite da terra rossa senza la calce come legante e ricoperta in ciap, le pietre piatte delle vecchie coperture. La stratificazione è complessa, comprende una casa padronale, una originaria casa-torre a cui nel tempo sono state aggiunti parti con locali su più livelli e da costruzioni accessorie come stalle, portici, fienili, forno, legnaie. Le sale espositive, ricavate negli spazi della cascina occupano 400 metri quadrati, mentre altri spazi sono destinati a servizi, deposito e ospitalità.

## Collezione
Gli oggetti sono raccolti ed esposti con l'intento di testimoniare uno spaccato della vita contadina in un villaggio per un numero complessivo di circa 2000. Nelle stanze sono ricostruiti gli ambienti dove si svolgeva la vita quotidiana: la cucina, la camera da letto, la stanza del telaio, la falegnameria, la cantina, con oggetti, strumenti e arredi risalenti dal '600 fino al primo dopo guerra. L'esposizione continua all'esterno tra cortiletti, passaggi coperti, scalette, corte interna, stallini, che collegavano la parte abitata all'aia, alla stalla e agli spazi ortivi.
La scelta museale pone l'accento sulla narrazione della vita contadina, offrendo alle nuove generazioni la ricostruzione di un insieme organico che permette di capire lo svolgersi quotidiano dei lavori, delle funzioni e dei riti, prediligendo più la funzionalità degli ambienti che la collezione numerica degli oggetti. Il Museo Etnografico Val Trebbia vuole offrire l'occasione al visitatore di potersi accostare agli usi, costumi e tradizioni tipici di un'economia rurale presente in Val Trebbia fino agli inizi degli anni settanta. L'Associazione Culturale FOCOPI -per Statuto- si pone l'obbiettivo, senza scopo di lucro, "della valorizzazione dei beni culturali quali testimonianza di civiltà, siano essi artistici, naturali, storici etnografici".

## Sale
- Accoglienza
- Cucina
- Sala dei mestieri
- Camera da letto
- Stanza del telaio
- Sala dei trasporti
- Granaio
- Cantina
- Falegnameria
- Portico
- Lavori dei campi

La gestione del Museo è garantita dalla delegazione locale dell'associazione culturale no profit FOCOPI di Bergamo.
Oltre l'esposizione il museo organizza attività sul territorio: 
- Corsi di tessitura nelle scuole elementari e medie.
- La seconda domenica di giugno la Festa del Museo, accompagnata da piffero e fisarmonica con musiche e danze tradizionali della zona (le quattro province), e assaggi dei prodotti e vini locali.
- Nel 2003-2004 corso di formazione professionale in tessitura per le donne della vallata con allestimento del relativo laboratorio.